# Putsch di luglio
Il putsch di luglio fu un tentativo di colpo di Stato fallito contro il regime austrofascista da parte dei nazisti austriaci, che ebbe luogo tra il 25 e il 30 luglio 1934.
Pochi mesi dopo la guerra civile austriaca, nazisti austriaci e soldati delle SS tedesche attaccarono la Cancelleria a Vienna nel tentativo di deporre il governo al potere del Fronte Patriottico sotto Engelbert Dollfuss a favore della sua sostituzione con un governo filo-nazista sotto Anton Rintelen del Partito sociale cristiano. Il putsch nazista alla fine fallì, poiché la maggioranza della popolazione e dell'esercito austriaco rimasero fedeli al governo. I nazisti riuscirono a uccidere Dollfuss, ma Kurt Schuschnigg gli successe e il regime austrofascista rimase al potere.
Un'invasione tedesca dell'Austria a sostegno del putsch venne evitata a causa della garanzia di indipendenza e sostegno diplomatico che l'Austria ricevette dall'Italia fascista.

## Antefatti
Il Machtergreifung nazista in Germania il 30 gennaio 1933, quando il presidente Paul von Hindenburg nominò Adolf Hitler cancelliere, diede un enorme impulso ai nazisti austriaci. Quando il cancelliere austriaco Engelbert Dollfuss impedì ulteriori sessioni del parlamento del Consiglio nazionale il 4 marzo 1933, i nazionalsocialisti risposero con la richiesta di nuove elezioni, una propaganda massiccia e un'ondata di terrorismo. Dollfuss rispose a tali azioni con misure autoritarie, quali perquisizioni e arresti. La situazione venne aggravata dal ministro della Giustizia bavarese, l'avvocato nazionalsocialista Hans Frank, che in un discorso pubblico l'8 marzo minacciò il governo austriaco con un intervento armato delle forze naziste. Ciò nonostante, il governo di destra austriaco inizialmente si concentrò sull'abolizione del Partito Comunista d'Austria e dell'organizzazione paramilitare socialdemocratica Republikanischer Schutzbund. Quando Hans Frank, insieme ai suoi compagni di partito Hanns Kerrl e Roland Freisler, il 13 maggio 1933, entrò personalmente nel paese per parlare a Vienna (dove agiva) e a Graz (dove parlò apertamente contro il regime di Dollfuss e si rivolse ai tedeschi austriaci incoraggiandoli alla disobbedienza civica), dopo un viaggio di due giorni, il 15 maggio 1933,  e il partito nazista austriaco venne abolito il 19 giugno 1933. Molti nazionalsocialisti fuggirono in Germania e si arruolarono nella Legione austriaca, mentre altri rimasero in Austria e continuarono le loro azioni illegali. Il governo di Hitler reagì con dure sanzioni economiche volte al turismo austriaco.

## Eventi
Il 25 luglio 1934, nel bel mezzo di difficili tensioni sociali e politiche, e con la conoscenza delle posizioni ufficiali tedesche, 154 uomini delle SS travestiti da soldati del Bundesheer e da poliziotti entrarono nella cancelleria austriaca. Dollfuss venne ucciso da due proiettili sparati dal nazista Otto Planetta. Il resto del governo riuscì a fuggire. Un altro gruppo di golpisti occupò la stazione radio RAVAG e trasmise un falso rapporto su un presunto trasferimento di potere da Dollfuss ad Anton Rintelen, che doveva essere la chiamata per tutti i nazisti in tutta l'Austria ad iniziare la rivolta contro lo Stato. Ci furono diversi giorni di combattimenti in alcune zone della Carinzia, della Stiria e dell'Alta Austria, così come rivolte più piccole a Salisburgo. Ci furono combattimenti nell'Alta Stiria, sia nella zona industriale tra Judenburg e Leoben sia ad Enns, nel distretto di Deutschlandsberg nella Stiria sud-occidentale e nella Stiria sud-orientale a Bad Radkersburg. Scontri sanguinosi ebbero luogo in ed intorno a Schladming e a Leoben.
In Carinzia, i centri del colpo di stato erano nella Bassa Carinzia e a Sankt Paul im Lavanttal. In Austria, oltre alle azioni individuali nel Salzkammergut, i combattimenti si concentrarono nel Passo di Pyhrn e nel Mühlviertel, dove, la notte del 26 luglio, nell'area di Kollerschlag, al confine austriaco-bavarese, una divisione della Legione austriaca invase il territorio austriaco e attaccò la guardia doganale e una stazione di polizia.
I nazisti non erano armati poiché avevano creduto che l'esercito e la polizia austriaci si sarebbero uniti a loro una volta iniziato il colpo di stato, ma la maggior parte delle forze rimase fedele.
Nella mattina del 26 luglio, al valico di frontiera a Kollerschlag, venne arrestato un corriere tedesco che portava istruzioni precise per il putsch. Chiamato "documento di Kollerschlag", esso testimoniava una chiara connessione tra la Baviera e il putsch di luglio.
La morte di Dolfuss fece infuriare Mussolini, la cui moglie Rachele stava intrattenendo il resto della famiglia di Dolfuss, e portò alla sua decisione di spostare truppe italiane al confine austriaco e comunicare ad Hitler che non doveva invadere l'Austria. Questo fece sì che Hitler dichiarasse di non sostenere il colpo di stato, cosa che finì con il provocarne il fallimento. Il colpo di stato venne infatti impedito dalle unità di polizia, militari e paramilitari fedeli al governo. Ci sono diversi dati riguardanti il numero di vittime. Gerhard Jagschitz riprese il lavoro di storico militare di Erwin Steinböck.  Nel  1965 le sue cifre indicano che il colpo di stato di luglio e le sue conseguenze immediate portarono alla morte di 270 persone: 153 sostenitori nazisti (di cui 13 giustiziati e sette suicidati), 104 morti dalla parte del governo, insieme a 13 civili.Gli studi estensivi di Kurt Bauer conclusero che ci furono 223 morti: 111 sostenitori nazisti, 101 dalla parte del governo ed 11 civili. Il numero di feriti è stimato intorno alle  500-600 persone.
Il 26 luglio 1934 i tribunali militari si riunirono per perseguire i ribelli: 13 vennero giustiziati, 4 000 sostenitori nazisti vennero arrestati, molti fuggirono in Jugoslavia o in Germania. Kurt Alois von Schuschnigg divenne il nuovo cancelliere e Ernst Rüdiger Starhemberg rimase come vice-cancelliere.

## Nella cultura di massa
Questo evento viene richiamato, anche se in maniera abbastanza riassunta, nel film del 1940 Il grande dittatore di Charlie Chaplin.

### Cifre relative alle persone colpite
- Beiträge zur Vorgeschichte und Geschichte der Julirevolte. Pubblicato da fonti ufficiali, Vienna 1934 (DE)
- Die Erhebung der österreichischen Nationalsozialisten im Juli 1934. Akten der Historischen Kommission des Reichsführers SS. Compilato da Herbert Steiner, Europa Press, Vienna-Frankfurt/Zurich 1965 (nuova edizione 1984) (DE)
- Die Juli-Revolte 1934. Das Eingreifen des österreichischen Bundesheeres zu ihrer Niederwerfung. Solo per uso interno. Stampato dal Ministero federale della difesa, come manoscritto, Vienna 1936 (DE)

### Panoramiche
- Bauer, Kurt: Elementar-Ereignis. Die österreichischen Nationalsozialisten und der Juliputsch 1934, Czernin Verlag, Vienna 2003, ISBN 3-7076-0164-1 (DE)
- Etschmann, Wolfgang: Die Kämpfe in Österreich im Juli 1934 (Military History Series, No. 50) Editore Federale Austriaco, Vienna 1984 (DE)
- Jagschitz, Gerhard: Der Putsch. Die Nationalsozialisten 1934 in Österreich, Verlag Styria, Graz-Vienna-Cologne 1976, ISBN 3-222-10884-6 (DE)
- Kindermann, Gottfried-Karl: Hitlers Niederlage in Österreich. Bewaffneter NS-Putsch, Kanzlermord und Österreichs Abwehrsieg von 1934, Prima Edizione, Hoffmann und Campe, Hamburg 1984, ISBN 3-455-08235-1 (DE)
- Schafranek, Hans: Sommerfest mit Preisschießen. Die unbekannte Geschichte des NS-Putsches im Juli 1934, Czernin Verlag, Vienna 2006, ISBN 3-7076-0081-5 (DE)

### Studi e saggi sulle vari regioni colpite
- Klösch, Christian: Des Führers heimliche Vasallen. Die Putschisten des Juli 1934 im Kärntner Lavanttal, Czernin Verlag, Vienna 2007, ISBN 978-3-7076-0234-0 (DE)
- Maislinger, Andreas: Der Putsch von Lamprechtshausen. Zeugen des Juli 1934 berichten, Self-publishing, Innsbruck 1992 (DE)
- Staudinger, Eduard G.: Der Juli-Putsch 1934 im Bezirk Weiz. In: Journal 'Gleisdorf' 6, 1984, Edition no. 239-248 (DE)
- Wolf, Gerald M.: „Jetzt sind wir die Herren ...“ Die NSDAP im Bezirk Deutschlandsberg und der Juli-Putsch 1934 (Grazer Contemporary Studies, Volume 3) Innsbruck-Vienna-Bozen 2008, ISBN 978-3-7065-4006-3 (DE)